# Saxby All Saints
Saxby All Saints är en ort och civil parish i Storbritannien.   Den ligger i kommunen North Lincolnshire och riksdelen England, i den sydöstra delen av landet, 240 km norr om huvudstaden London. Saxby All Saints ligger 22 meter över havet och antalet invånare är 237.
Terrängen runt Saxby All Saints är platt. Runt Saxby All Saints är det ganska tätbefolkat, med 104 invånare per kvadratkilometer. Närmaste större samhälle är Kingston upon Hull, 16,2 km nordost om Saxby All Saints. Trakten runt Saxby All Saints består till största delen av jordbruksmark.